# اچ‌ام‌اس ال۶
اچ‌ام‌اس ال۶ (به انگلیسی: HMS L6) یک زیردریایی بود که طول آن ۲۲۲ فوت (۶۸ متر) بود. این زیردریایی در سال ۱۹۱۸ ساخته شد.